# Larisa Bergen
Pour les articles homonymes, voir Bergen.
Larisa Abramovna Bergen (en russe : Лари́са Абра́мовна Бе́рген), née le 22 septembre 1949 à Akmolinsk (République socialiste soviétique kazakhe, URSS) et morte le 7 avril 2023, est une joueuse de volley-ball soviétique.  
Elle joue en club à l'ADK Alma-Ata et au Dinamo Moscou, remportant avec le club moscovite la Coupe d'Europe des clubs champions à quatre reprises (1972, 1974, 1975 et 1977).
Avec l'équipe d'Union soviétique féminine de volley-ball, elle remporte une médaille d'argent aux Jeux olympiques d'été de 1976 à Montréal, ainsi que deux Championnats d'Europe (1971 et 1975) et la Coupe du monde féminine de volley-ball 1973.